# Perizoma aspersa
Perizoma aspersa är en fjärilsart som beskrevs av Paul Dognin 1904. Perizoma aspersa ingår i släktet Perizoma och familjen mätare. Inga underarter finns listade i Catalogue of Life.